# 9152 Combe
9152 Combe este un asteroid din centura principală de asteroizi.

## Descriere
9152 Combe este un asteroid din centura principală de asteroizi. A fost descoperit pe 1 noiembrie 1980 la Observatorul Palomar de Schelte J. Bus. Asteroidul prezintă o orbită caracterizată de o semiaxă mare de 2,36 ua, o excentricitate de 0,24 și o înclinație de 3,6° în raport cu ecliptica.